# Baia de Arieș
Baia de Arieș (en húngaro: Aranyosbánya) es una ciudad de Rumania situada en el distrito de Alba. Según el censo de 2021, tiene una población de 3035 habitantes.

## Demografía
| 1948 | 1956 | 1966 | 1977 | 1992 | 2011 | 2021 |
| s/d  | s/d  | s/d  | s/d  | s/d  | 3461 | 3035 |